# 国軍機務司令部
国軍機務司令部（こくぐんきむしれいぶ、韓: 국군기무사령부、英: Defense Security Command）は大韓民国国軍にて防諜を担当していた特務機関および犯罪捜査機関である。
後述する度重なる不祥事から2018年9月1日に文在寅大統領の命令により解体され、後継組織として新たに軍事安保支援司令部が編成された。軍事安保支援司令部は2022年に国軍防諜司令部に改称されている。

## 概要
1948年5月27日に南朝鮮国防警備隊情報局内に設置された特別調査課を母体とし、1948年に大韓民国が建国時設置された陸軍本部情報局特別調査隊がその前身であり、朝鮮戦争勃発後の1950年には情報局から正式的に独立し、スパイなど敵浸透勢力の摘発任務を特化する陸軍本部直属の特務部隊（특무부대）として創設されたことがその最初の出発であった。しかし、権威主義的な李承晩政権下にて反共と防諜を名目で政敵粛清活動が横行し、特務部隊もその政治的道具として利用されていた。よってその越権と専横ぶりが度々問題となり、四月革命後の1960年に防諜部隊（방첩부대）に改編された。
なお、朴正煕による軍事クーデター後の1961年6月10日、防諜部隊や諜報部隊（旧情報局）からの人員で中央情報部が設置されている。
1968年朴正煕政権下にて陸軍保安司令部（육군보안사령부）に昇格された。保安司令部は本来ならば主に軍内部の犯罪捜査や防諜・対反乱または軍需産業および機密情報のセキュリティ管理などを任務としていたが、朴政権統治下では特にその機能を強化し、将校への政治傾向や忠誠心に関する調査および不穏分子の監視排除などのような公にできない業務も行われ、またそのような広範囲な行動を特権的に保障されており、実質軍内における朴大統領直属の親衛隊のような存在になっていたとも言える。よって、その時期の保安司令官は大統領から絶対的な信頼を得られなければ任命されぬ役であり、その権限も絶大である。
1977年さらに海軍と空軍の防諜部隊である特別捜査隊（특별수사대）も陸軍保安司令部に統合され、国軍保安司令部（국군보안사령부）という全軍随一の特務機関として拡張された（形式上は国防部傘下の部局ではあるが、保安司令官は大統領に直接報告できる権限を持ち、大統領から直々に指示を受けることもしばしばである。そのため、国軍保安司令部は中央情報部および大統領警護室と並んで朴政権の3大中枢機関であるとも言われている）。1979年10月に朴正煕大統領が暗殺されると、当時保安司令官だった全斗煥陸軍少将ら新軍部勢力は保安司令部の情報統制力と捜査権限を上手く用いて同年12月に粛軍クーデターを起こし、軍の実権を掌握した。翌1980年に5・17非常戒厳令拡大措置を実施し、軍政への移行を進めた。そのため保安司令部は全斗煥政権を作った功臣と言われた。
以後、国軍保安司令部は第五共和国時代を通じて政権の中心勢力であり続け、反政権の動きや民主化勢力の弾圧にも携わったが、1987年の民主化以降、徐々にそれらへの批判が強まりつつあった。その最中の1990年、保安司令部に勤務していたユン・ソギャン二等兵によって、1989年から「清明計画」という政権側の親衛クーデターに備えた各界の主要人物査察計画を行っていたことが暴露された（国軍保安司令部民間人査察事件）。これを受け盧泰愚大統領は司令官の趙南豊を更迭、翌1991年に国軍機務司令部へ改称し、民間人の調査中断を約束した。
機務司令部は陸軍保安司令部時代からソウル鍾路区にある景福宮の近くにあったが、2008年に京畿道果川市に移転し、跡地には国立現代美術館ソウル館が開館した。
2014年に発生したセウォル号沈没事故で世論の鎮静化のために遺族などを監視していたことが発覚したことや、2016年に朴槿恵大統領の弾劾が行われた際に、弾劾阻止のため戒厳令布告を準備したことが発覚した。具体的には朴槿恵大統領の退陣を求める集会に戦車を投入する計画や、インターネットでの世論工作、さらに反政府的活動をした議員の逮捕や、報道機関に検閲団を送り込み報道内容を検閲する計画の資料も公開され、批判を浴びた。このような不祥事が続いたため2018年9月1日に文在寅大統領は国軍機務司令部を解体し、新たに軍事安保支援司令部（後に2022年に国軍防諜司令部に改称）を発足させた。

## 不祥事
- 2012年には機務司令部幹部の未成年者性売買、横領、脱営、飲酒運転事故などの違法事実を隠蔽していたことが分かった[10]。
- 李明博政権下で大統領秘書官と共謀し、コメント書き込み活動などオンライン上の政治関与活動を行ったことや、2014年に発生したセウォル号沈没事故遺族の個人情報や政治性向を査察し、第6回全国同時地方選挙で与党セヌリ党勝利ための世論操作を行ったことや、予備役将校にTHAAD配備賛成・朴槿恵弾劾反対といった世論造成活動をさせたことから元参謀長らが在宅起訴された[11]。

## 歴代指揮官

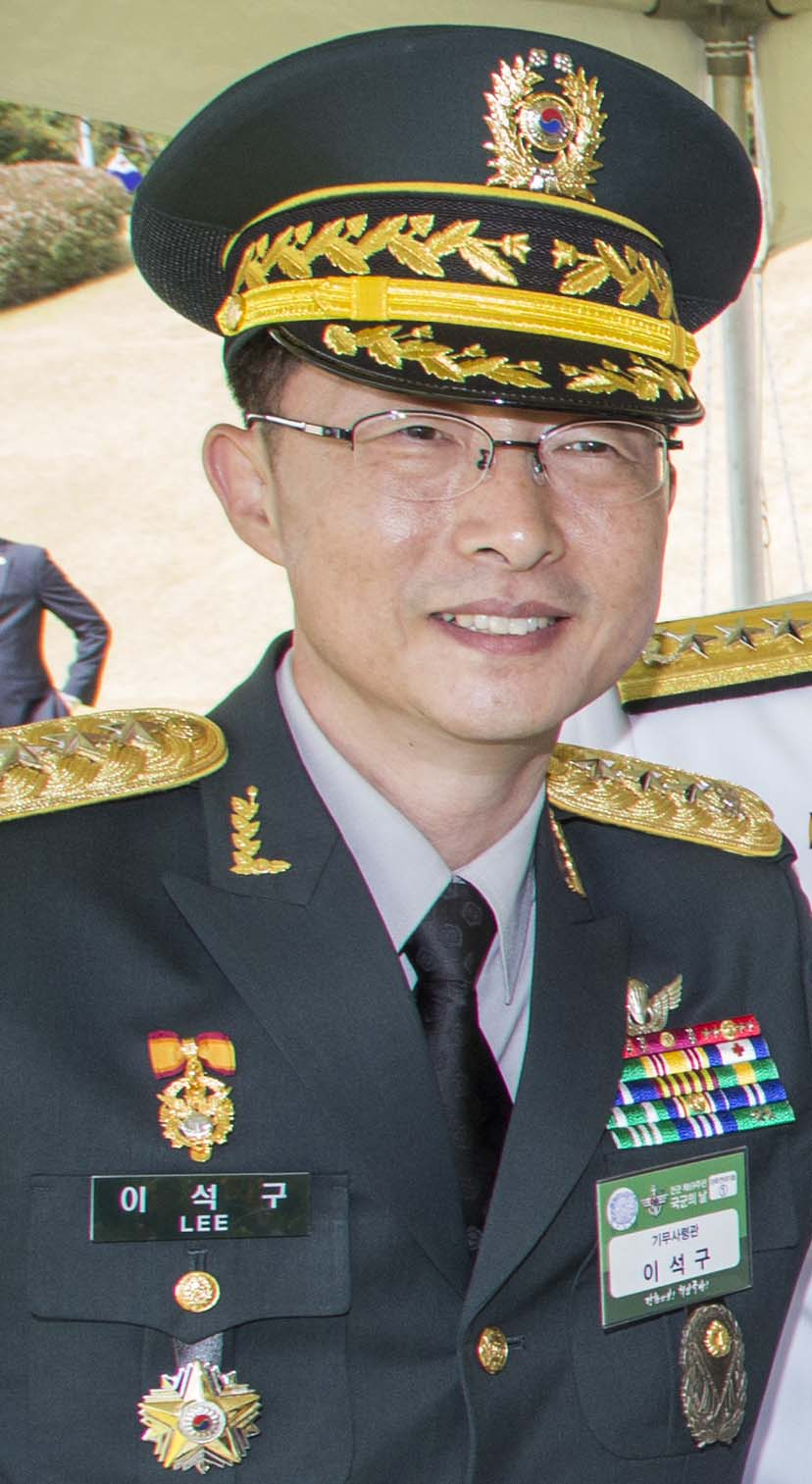
機務司令部第43代司令官李錫九中将。

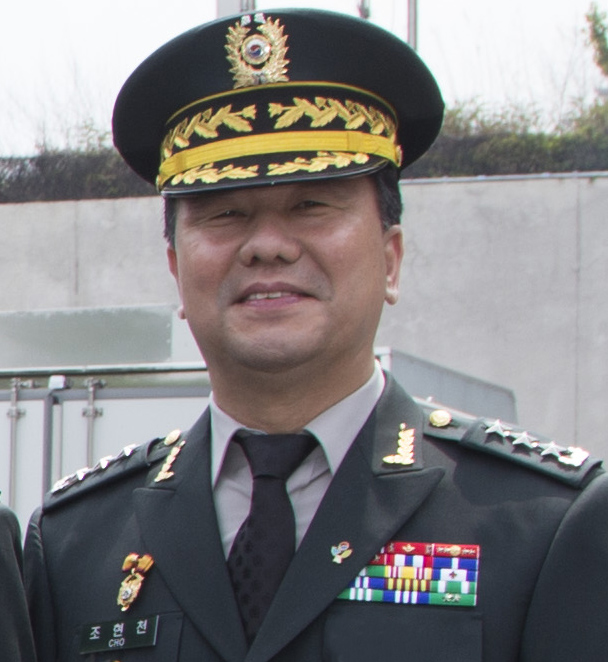
機務司令部第42代司令官趙顕千中将。

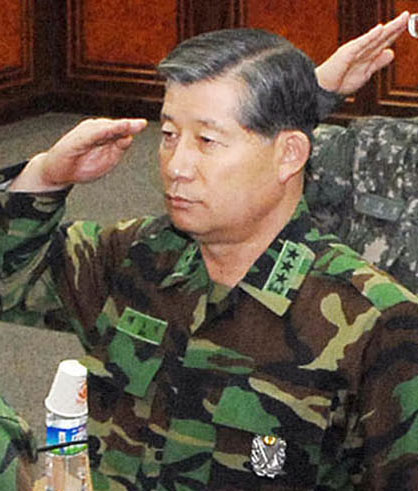
機務司令部第39代司令官裴得植中将。

ハナフェのメンバーについては、備考欄に「※」が付く。
| 代             | 氏名             | 階級 | 着任           | 退任           | 備考 |
| -------------- | ---------------- | ---- | -------------- | -------------- | ---- |
| 特務部隊長     |                  |      |                |                |      |
| 初代           | 金炯一           | 大領 | 1950年10月20日 | 1950年12月15日 |      |
| 第2代          | 白仁燁           | 准将 | 1950年12月15日 | 1951年1月13日  |      |
| 第3代          | 李翰林           | 准将 | 1951年1月13日  | 1951年4月6日   |      |
| 第4代          | 金宗勉           | 准将 | 1951年4月19日  | 1951年5月15日  |      |
| 第5代          | 金昌龍           | 少将 | 1951年5月15日  | 1956年1月30日  |      |
| 第6代          | 鄭麟澤（정인택） | 准将 | 1956年1月30日  | 1957年9月25日  |      |
| 第7代          | 金在鉉           | 准将 | 1957年9月25日  | 1959年10月10日 |      |
| 第8代          | 河甲清           | 准将 | 1959年10月10日 | 1960年5月1日   |      |
| 第9代          | 李召東           | 准将 | 1960年5月1日   | 1960年6月1日   |      |
| 陸軍防諜部隊長 |                  |      |                |                |      |
| 第10代         | 朴昌錄           | 准将 | 1960年6月1日   | 1961年4月1日   |      |
| 第11代         | 李哲熙           | 准将 | 1961年4月1日   | 1961年6月10日  |      |
| 第12代         | 金在春           | 准将 | 1961年6月10日  | 1962年7月12日  |      |
| 第13代         | 鄭昇和           | 准将 | 1962年7月12日  | 1964年1月8日   |      |
| 第14代         | 朴榮錫           | 准将 | 1964年1月8日   | 1965年3月6日   |      |
| 第15代         | 尹必鏞           | 少将 | 1965年3月6日   | 1968年2月17日  |      |
| 陸軍保安司令官 |                  |      |                |                |      |
| 第16代         | 金載圭           | 中将 | 1968年2月17日  | 1971年9月23日  |      |
| 第17代         | 姜昌成           | 少将 | 1971年9月23日  | 1973年8月14日  |      |
| 第18代         | 金鍾煥           | 中将 | 1973年8月14日  | 1975年2月26日  |      |
| 国軍保安司令官 |                  |      |                |                |      |
| 第19代         | 陳鍾埰           | 中将 | 1975年2月28日  | 1979年3月5日   |      |
| 第20代         | 全斗煥           | 大将 | 1979年3月5日   | 1980年8月21日  | ※    |
| 第21代         | 盧泰愚           | 大将 | 1980年8月21日  | 1981年7月14日  | ※    |
| 第22代         | 朴俊炳           | 大将 | 1981年7月14日  | 1984年7月6日   | ※    |
| 第23代         | 安弼濬           | 大将 | 1984年7月6日   | 1985年6月1日   | ※    |
| 第24代         | 李鍾九           | 大将 | 1985年6月1日   | 1986年7月4日   | ※    |
| 第25代         | 高明昇           | 大将 | 1986年7月4日   | 1987年12月29日 | ※    |
| 第26代         | 崔坪旭           | 大将 | 1987年12月29日 | 1988年12月7日  | ※    |
| 第27代         | 趙南豊           | 大将 | 1988年12月7日  | 1990年10月10日 | ※    |
| 国軍機務司令官 |                  |      |                |                |      |
| 第28代         | 具昌會           | 大将 | 1990年10月10日 | 1991年12月4日  | ※    |
| 第29代         | 徐完秀           | 中将 | 1991年12月4日  | 1993年3月8日   | ※    |
| 第30代         | 金度閏           | 少将 | 1993年3月8日   | 1993年10月22日 |      |
| 第31代         | 林載文           | 中将 | 1993年10月22日 | 1998年3月25日  |      |
| 第32代         | 李南信           | 中将 | 1998年3月25日  | 1999年10月27日 |      |
| 第33代         | 金弼洙           | 中将 | 1999年10月27日 | 2001年10月10日 |      |
| 第34代         | 文斗植           | 中将 | 2001年10月10日 | 2003年4月21日  |      |
| 第35代         | 宋泳勤           | 中将 | 2003年4月21日  | 2005年2月5日   |      |
| 第36代         | 金榮漢           | 中将 | 2005年2月5日   | 2006年12月4日  |      |
| 第37代         | 許坪桓           | 中将 | 2006年12月4日  | 2008年3月20日  |      |
| 第38代         | 金鍾泰           | 中将 | 2008年3月21日  | 2010年4月2日   |      |
| 第39代         | 裴得植           | 中将 | 2010年4月2日   | 2013年4月24日  |      |
| 第40代         | 張璟旭           | 少将 | 2013年4月24日  | 2013年10月26日 |      |
| 第41代         | 李載壽           | 中将 | 2013年10月26日 | 2014年10月13日 |      |
| 第42代         | 趙顕千           | 中将 | 2014年10月13日 | 2017年9月26日  |      |
| 第43代         | 李錫九           | 中将 | 2017年9月26日  | 2018年8月4日   |      |
| 第44代         | 南泳臣           | 中将 | 2018年8月4日   | 2018年9月1日   |      |